# Кабинет Томаса Джефферсона
Кабинет Томаса Джефферсона — администрация 3-го президента США Томаса Джефферсона, управляющая Соединёнными Штатами Америки с 4 марта 1801 по 4 марта 1809. Джефферсон вступил в должность после победы над действующим президентом Джоном Адамсом на президентских выборах 1800 года. Выборы были политической перестройкой, в ходе которой Демократическо-республиканская партия смела Федералистскую партию из власти, положив начало господству в американской политике поколения джефферсоновских республиканцев. После двух сроков Джефферсона сменил госсекретарь Джеймс Мэдисон, также член Демократическо-республиканской партии.

## Переходный период
Прежде чем Джефферсон смог вступить в должность, был переходный период, когда он был избранным президентом после своей победы на условных выборах. Переход между Адамсом и Джефферсоном представлял собой первую передачу президентского поста между двумя разными политическими партиями в истории Соединённых Штатов и создал прецедент для всех последующих межпартийных переходов.
В отличие от сегодняшних президентских переходов, переходы в то время были неформальными делами, и от избранного президента требовалась относительно минимальная активность. В этот период Джефферсон выбрал членов своего кабинета. Он также выбрал людей для менее важных должностей в своей администрации, таких как Мериуэзер Льюис, в качестве своего личного секретаря.
К возмущению демократо-республиканцев, Адамс, прежде чем покинуть свой пост, в последнюю минуту назначил многих федеральных судей (в основном принадлежащих к Партии федералистов) на должности, созданные Законом о судебной системе 1801 года. Их назовут «полуночными судьями». Джефферсон осудил это действие.

## Формирование Кабинета
Состав кабинета первой администрации Джефферсона свидетельствовал о серьёзности намерений президента пересмотреть основные направления внешней и внутренней политики американского государства и, главное, обеспечить их претворение в жизнь без вмешательства в этот процесс федералистов. Министры, входившие в федералистские кабинеты его предшественников, уже в течение первых нескольких месяцев существования правительства республиканцев были заменены единомышленниками Джефферсона, что гарантировало отсутствовавшие в прежние годы единство в исполнительной ветви государственной власти.
После решения Бёрра баллотироваться на пост президента на условных выборах, он был исключен из любой роли в администрации Джефферсона. Джефферсон стремился принимать коллективные решения со своим кабинетом, и мнение каждого члена выяснялось до того, как Джефферсон принимал важные решения. Галлатин и Мэдисон были особенно влиятельны в кабинете Джефферсона; они занимали две самые важные должности в кабинете министров и были ключевыми помощниками Джефферсона.
Джефферсон сопротивлялся призывам своих товарищей-однопартийцев сместить всех федералистов с назначенных им должностей, но он чувствовал, что имеет право заменить высших правительственных чиновников, включая весь кабинет. Он также заменил всех назначенных федералистами чиновников более низкого ранга, которые допускали проступки или пристрастное поведение.

## Состав Кабинета
| Должность                  | Имя и фамилия      | Изображение | Партия                                | Даты                             | Комментарий                                                        |
| -------------------------- | ------------------ | ----------- | ------------------------------------- | -------------------------------- | ------------------------------------------------------------------ |
| Вице-президент             | Аарон Бёрр         |             | Демократическо-республиканская партия | 4 марта 1801 — 4 марта 1805      | из-за дуэли с Гамильтоном вынужден был покинуть политическую сцену |
| Вице-президент             | Джордж Клинтон     |             | Демократическо-республиканская партия | 4 марта 1805 — 20 апреля 1812    | остался в данной должности и при следующем президенте              |
| Государственный секретарь  | Леви Линкольн      |             | Демократическо-республиканская партия | 5 марта 1801 — 1 мая 1801        | временный госсекретарь                                             |
| Государственный секретарь  | Джеймс Мэдисон     |             | Демократическо-республиканская партия | 2 мая 1801 — 3 марта 1809        | на выборах 1808 года стал следующим президентом США                |
| Министр финансов           | Сэмюэл Декстер     |             | Федералистская партия                 | 1 января 1801 — 13 мая 1801      | временный министр финансов                                         |
| Министр финансов           | Альберт Галлатин   |             | Демократическо-республиканская партия | 14 мая 1801 — 8 февраля 1814     | остался в данной должности и при следующем президенте              |
| Военный министр            | Генри Дирборн      |             | Демократическо-республиканская партия | 5 марта 1801 — 4 марта 1809      |                                                                    |
| Министр военно-морских сил | Бенджамин Стоддерт |             | Федералистская партия                 | 18 июня 1798 — 31 марта 1801     |                                                                    |
| Министр военно-морских сил | Роберт Смит        |             | Демократическо-республиканская партия | 27 июля 1801 — 4 марта 1809      |                                                                    |
| Генеральный прокурор       | Леви Линкольн      |             | Демократическо-республиканская партия | 5 марта 1801 — 3 марта 1805      | покинул должность по личным причинам                               |
| Генеральный прокурор       | Джон Брекинридж    |             | Демократическо-республиканская партия | 7 августа 1805 — 14 декабря 1806 | умер от туберкулёза                                                |
| Генеральный прокурор       | Сизар Родни        |             | Демократическо-республиканская партия | 20 января 1807 — 5 декабря 1811  | остался в данной должности и при следующем президенте              |

## Должностные лица, не входящие в Кабинет
| Должность                   | Имя и фамилия    | Изображение | Партия                                | Даты                             | Комментарий                                           |
| --------------------------- | ---------------- | ----------- | ------------------------------------- | -------------------------------- | ----------------------------------------------------- |
| Генеральный почтмейстер     | Джозеф Хабершам  |             | беспартийный                          | 25 февраля 1795 — 28 ноября 1801 |                                                       |
| Генеральный почтмейстер     | Гидеон Грейнджер |             | Демократическо-республиканская партия | 28 ноября 1801 — 17 марта 1814   | остался в данной должности и при следующем президенте |
| Личный секретарь президента | Мериуэзер Льюис  |             | беспартийный                          | 1 апреля 1801 — январь 1803      | назначен руководителем экспедиции                     |
| Личный секретарь президента | Льюис Харви      |             |                                       | 6 июня 1803 — март 1804          |                                                       |
| Личный секретарь президента | Уильям Бёруэлл   |             |                                       | март 1804 — лето 1806            |                                                       |
| Личный секретарь президента | Айзек Коулз      |             |                                       | декабрь 1804 — 4 марта 1809      | остался в данной должности и при следующем президенте |

## Дипломатический корпус
| Должность                  | Имя и фамилия      | Изображение | Партия                                | Даты                               | Комментарий                                             |
| -------------------------- | ------------------ | ----------- | ------------------------------------- | ---------------------------------- | ------------------------------------------------------- |
| Посол США в Великобритании | Руфус Кинг         |             | Федералистская партия                 | 27 июля 1796 — 16 мая 1803         | добровольно ушёл с поста                                |
| Посол США в Великобритании | Джеймс Монро       |             | Демократическо-республиканская партия | 17 августа 1803 — 7 октября 1807   | добровольно ушёл с поста                                |
| Посол США в Великобритании | Уильям Пинкни      |             | Демократическо-республиканская партия | 27 апреля 1808 – 7 мая 1811        | остался в данной должности и при следующем президенте   |
| Посол США во Франции       | Роберт Ливингстон  |             | Демократическо-республиканская партия | 6 декабря 1801 — 18 ноября 1804    | заменён на Армстронга                                   |
| Посол США во Франции       | Джон Армстронг     |             | Демократическо-республиканская партия | 18 ноября 1804 — 14 сентября 1810  | остался в данной должности и при следующем президенте   |
| Посол США в Испании        | Дэвид Хамфриз      |             | беспартийный                          | 10 сентября 1797 — 28 декабря 1801 |                                                         |
| Посол США в Испании        | Чарльз Пинкни      |             | Демократическо-республиканская партия | 6 июня 1801 — 25 октября 1804      | заменён на Боудойна                                     |
| Посол США в Испании        | Джеймс Боудойн     |             | Демократическо-республиканская партия | 22 ноября 1804 — 1808              | фактически так и не занял пост посла                    |
| Посол США в Испании        | Джордж Ирвинг      |             |                                       | октябрь 1805 — февраль 1810        | временный поверенный в делах                            |
| Посол США в Пруссии        | Джон Куинси Адамс  |             | Федералистская партия                 | 5 декабря 1797 — 5 мая 1801        | после поражения отца на выборах президента покинул пост |
| Посол США в Батавии        | Уильям Ванс Мюррей |             | Федералистская партия                 | 20 июня 1797 — 2 сентября 1801     | был отозван                                             |
| Посол США в Португалии     | Уильям Лоутон Смит |             | Федералистская партия                 | 10 июня 1797 — 9 сентября 1801     | был отозван                                             |